# Mulini a vento di Campo de Criptana

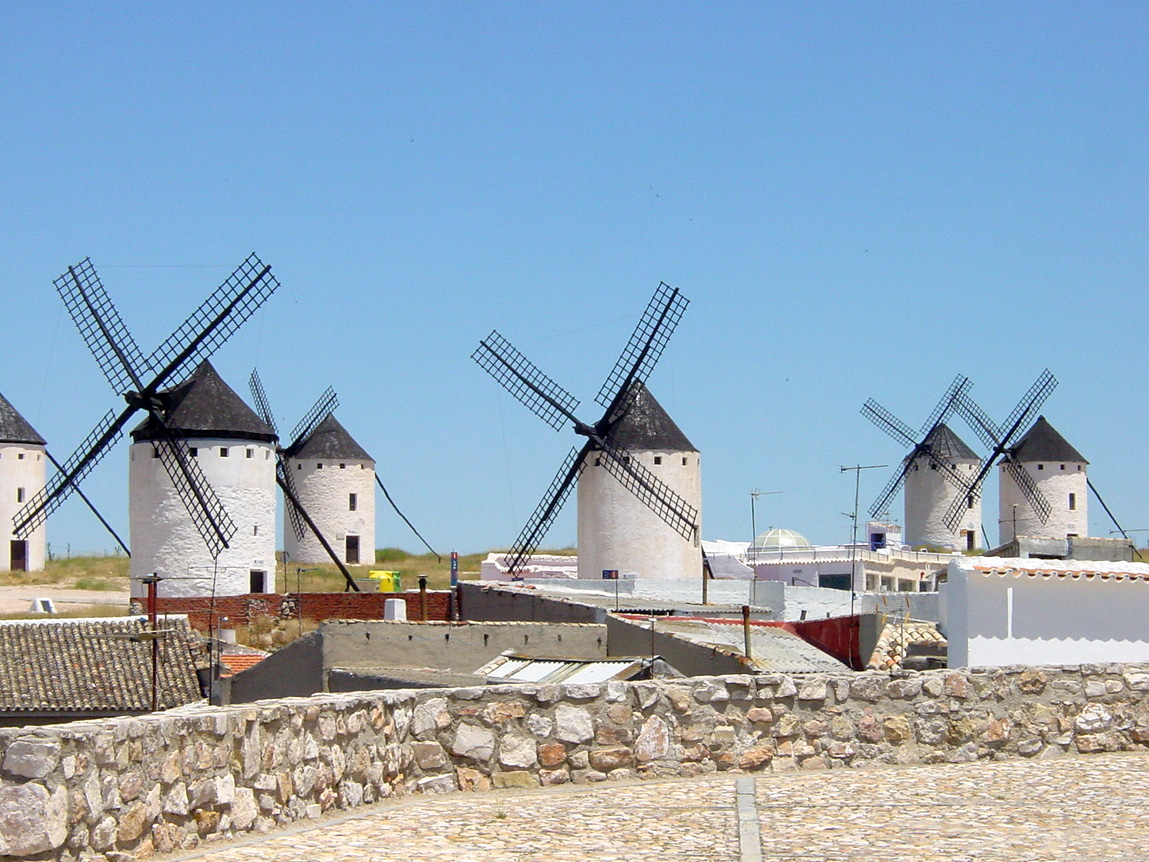
Campo de Criptana (Spagna): il complesso di mulini a vento

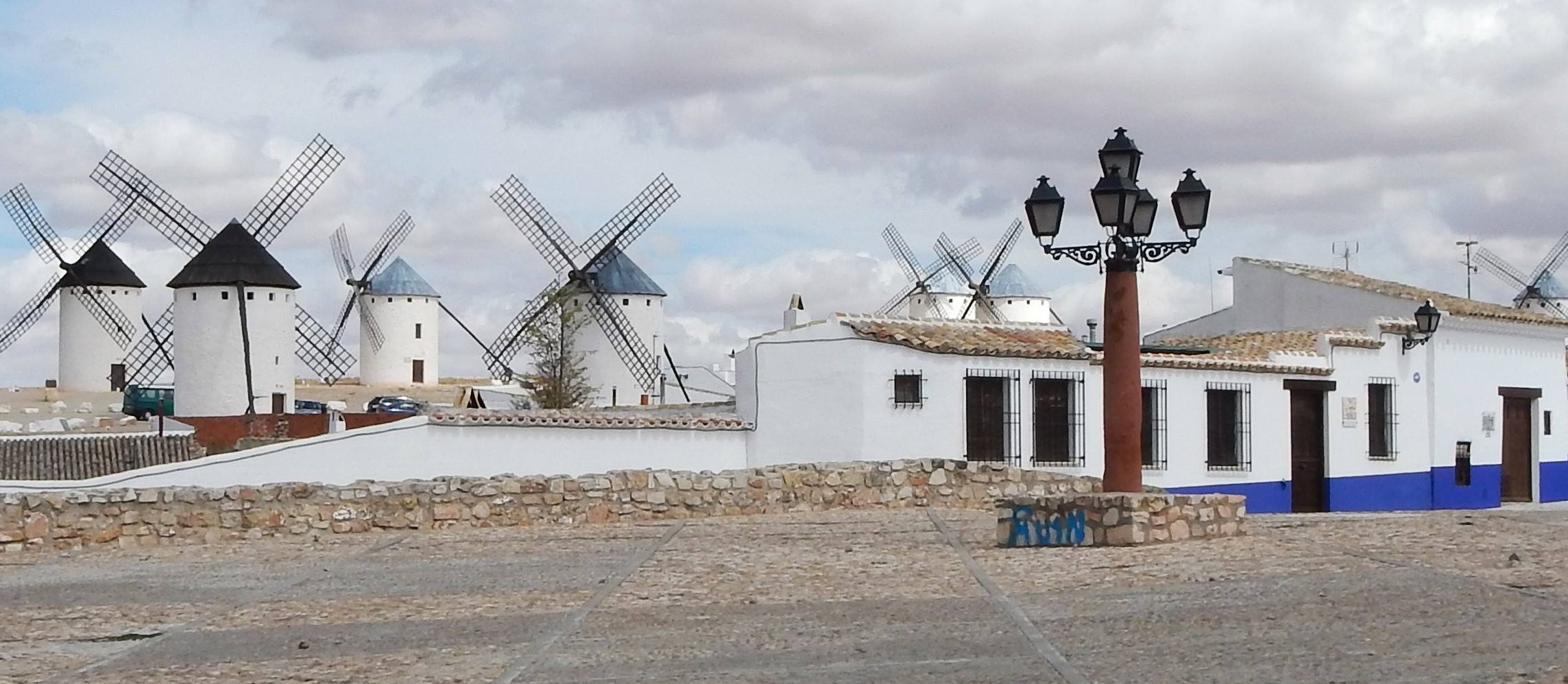
Altra veduta dei mulini a vento di Campo de Criptana

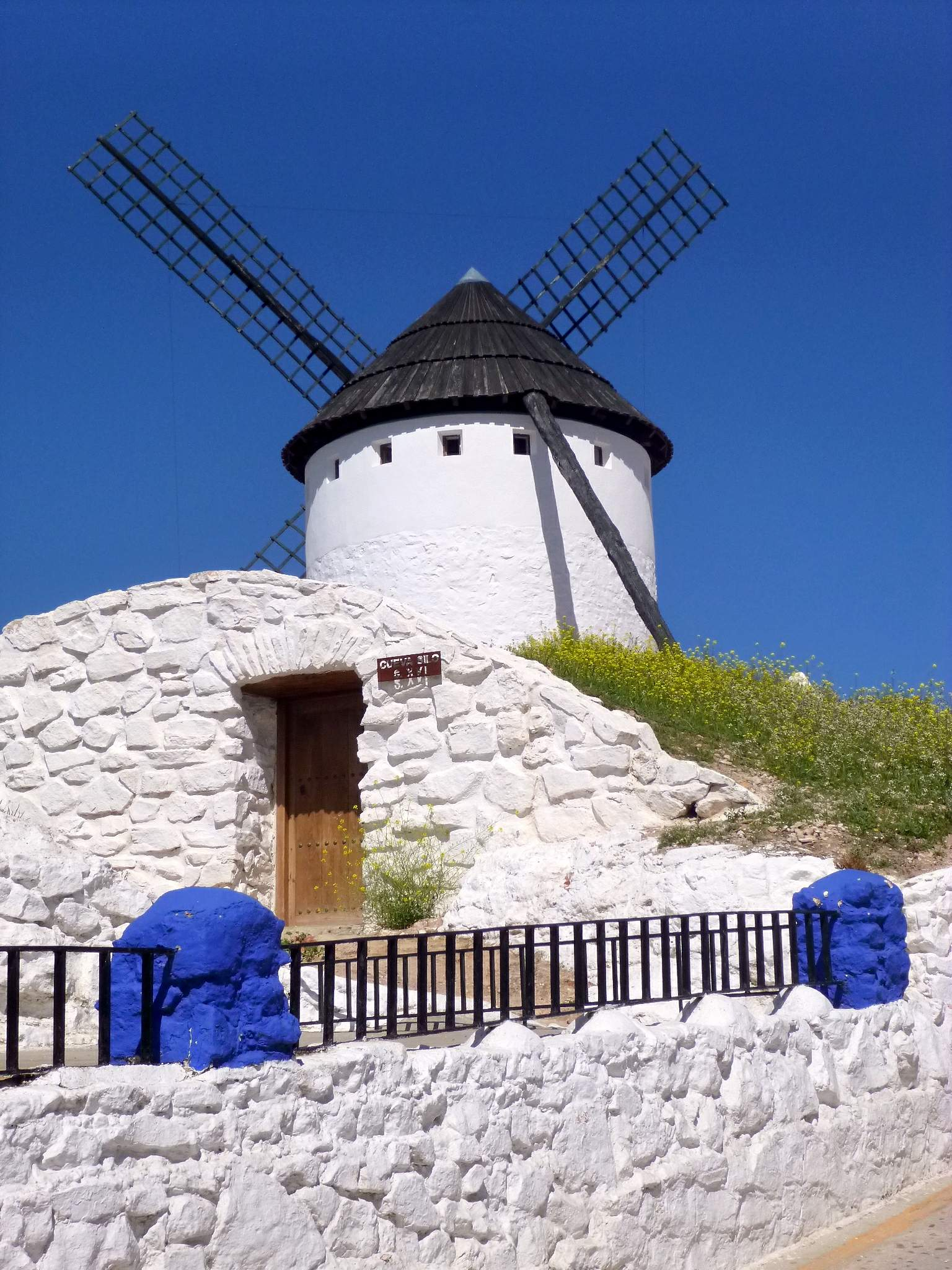
Uno dei mulini a vento del complesso

I mulini a vento di Campo de Criptana costituiscono un complesso di 10 mulini a vento in muratura situati nei pressi della cittadina spagnola di Campo de Criptana, in Castiglia-La Mancia, e risalenti ad un periodo compreso tra il XVI e il XX secolo.
Questo genere di mulini ispirò a Miguel Cervantes la battaglia di Don Chisciotte contro i giganti.

## Storia
I mulini a vento di Campo de Criptana sono descritti da Miguel Cervantes nell'ottavo capitolo del Don Chisciotte, con le seguenti parole:
Nel 1575 le relazioni topografiche di re Filippo II di Spagna parlano della presenza di un numero considerevole di mulini a Campo de Criptana.
Nel 1752, il catasto del marchese della Ensenada parla di 34 mulini a vento presenti a Campo de Criptana.

## Descrizione
I mulini sono situati nella cosiddetta "Sierra de los Molinos".   Si tratta di mulini del tipo a "torre", che sono stati imbiancati con della calce.
I mulini più antichi del complesso sono il Burleta (o Burlapobres), l'Infanto e il Sardinero, che risalgono al XVI secolo. I meccanismi al loro interno sono originali e perfettamente funzionanti.
I mulini più recenti, risalenti al XX secolo sono invece, il Poyatos, il Cariarí, il Culebro, l'Inca Garcilaso, il Lagarto e il Pilón. Il Lagarto ospita al suo interno un ufficio del turismo, mentre gli altri mulini ospitano al loro interno dei musei, rispettivamente un museo dedicato ad Enrique Alarcón, un museo dedicato a Sara Montiel, un museo della coltivazione, un museo della poesia e un museo del vino.